# Helena Martinsson
Helena Martinsson, född 1969, är en svensk operasångerska (sopran).
Martinsson anställdes 1995 på Folkoperan i Stockholm, där hon både sjungit i kören och som solist. Till rollerna hör Nicoletta i Kärleken till de tre apelsinerna, Barbarina i Figaros Bröllop, Michaela i Lilla Carmen och Drouet i Marie Antoinette.
Sin svenska solodebut gjorde hon 1996 som Mimi i Bohème på Södertäljeoperan, men innan dess sjöng hon Mme Erlecca i Li sposi per accidenti med Opera Lirico i Cortona o Italien. Hon medverkade som Laura i Lycksalighetens ö på Norrlandsoperan 2002.
Med de fria operagrupperna Operajouren och Opera M.E.R.A. verkar hon idag både som sopransolist och librettist/manusförfattare. I Opera M.E.R.A. har hon gestaltat Grevinnan i Figaros bröllop.

## Rollista
- La Bohème – Mimi
- Kärleken till de tre apelsinerna – Nicoletta
- Marie Antoinette – Drouet
- Figaros bröllop – Barbarina och Grevinnan